# A1Pa (Inschrift)

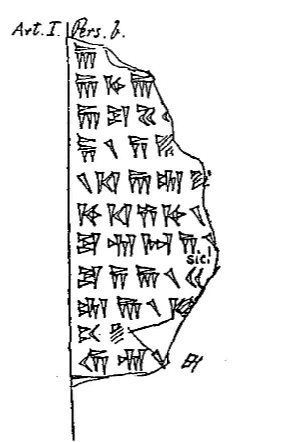
Das altpersische Fragment A1Pa nach einer Zeichnung von Ernst Herzfeld 1938

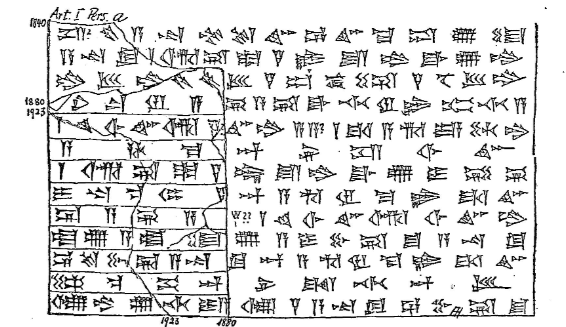
Entwicklung der Zerstörung des babylonischen Fragments A1Pa von 1840 bis 1923 nach einer Zeichnung von Ernst Herzfeld 1938

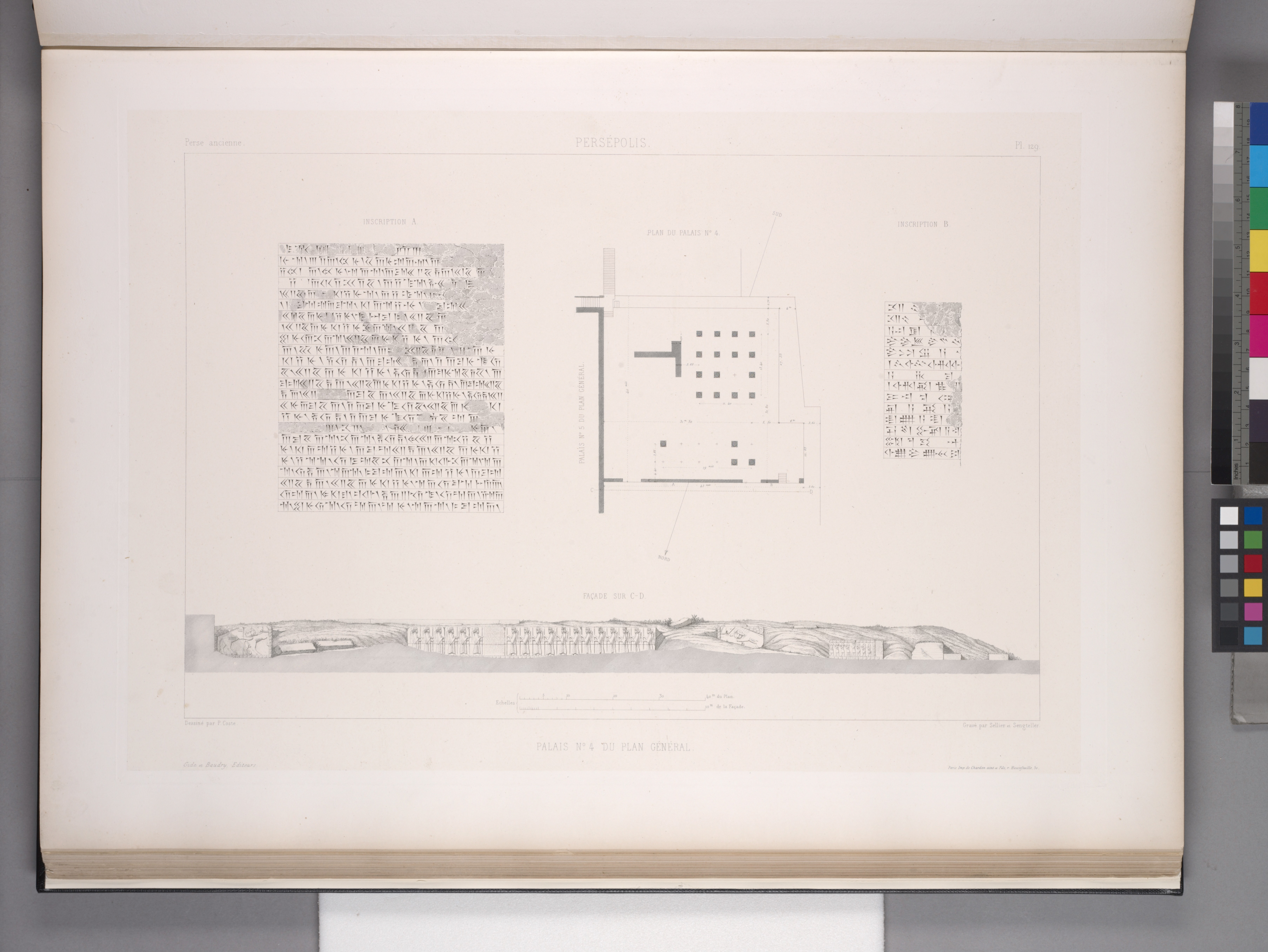
Die babylonische Inschrift A1Pa rechts 1840/1841

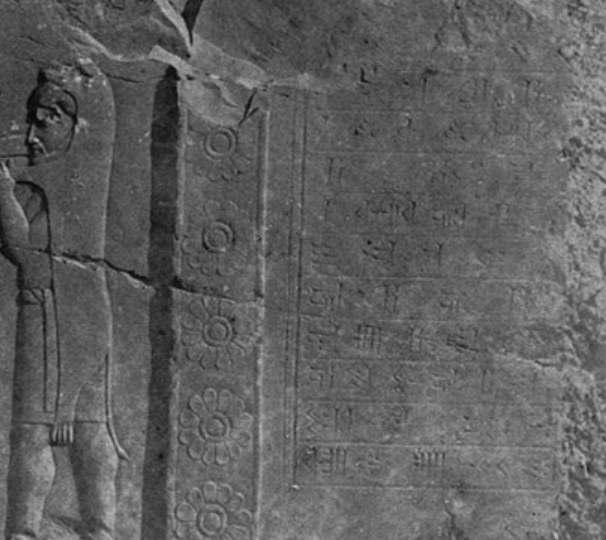
Die babylonische Inschrift A1Pa 1882

A1Pa ist die Abkürzung einer Inschrift von Artaxerxes I. (A1). Sie wurde in Persepolis (P) entdeckt und von der Wissenschaft mit einem Index (a) versehen. Die Inschrift liegt in altpersischer, elamischer und babylonischer Sprache vor. Die Inschrift ist auf drei Fragmenten überliefert. Die babylonische Sprachversion wurde rekonstruiert. Die altpersische Version konnte nicht wiederhergestellt werden. Von der elamischen Version sind drei unvollständige Zeilen überliefert.

## Inhalt
„§1. … (als) einzigen [unter vielen Gebietern].
§2. Ich (bin) [Artaxerxes, der große König, König] der Könige, König der Länder [aller Zungen], König di[eser großen fernen] Erde, [Sohn des] Xerxes[, des Königs, Sohnes des Darius, des Königs,] der Achäme[nide].
§3. Artax[xerxes, der große König, spricht:] Im Schutze [Ahuramazdas habe ich] dieses Haus[, das König Xerxes,] m[ein] Vater[, gebaut hatte,] für mich gebaut. Mich schütze [Ahuramazda] [nebst den Göttern] und meine Herrschaft [und was ich gebaut habe].“

Angesichts von vielen Unsicherheiten des altpersischen Fragments, unter anderem die Zuweisung an Artaxerxes I. und der Umfang des Textes, wird der altpersische Text nicht rekonstruiert und daher auch nicht übersetzt.

## Beschreibung
Die Inschrift A1Pa ist von drei Fragmenten aus Kalkstein überliefert. Alle drei Texte sind unvollständig.
Das babylonische Fragment enthält die Anfänge der letzten 13 Zeilen der ganzen Inschrift, die vollständig auf etwa die doppelte Größe geschätzt wird. Das Fragment wurde an der Nordseite (nahe der Nordwestseite) des Palasts von Artaxerxes I. entdeckt. In den 30er Jahren des 20. Jahrhunderts befand es sich in einem sekundären Kontext an der Stützmauer südlich des Palasts von Dareios I.
Das in den 30er Jahren des 20. Jahrhunderts gefundene Fragment mit der altpersischen Sprachversion wurde mitten im Hof südlich des Palasts von Dareios I. ausgegraben. Es befindet sich in Persepolis in situ. Das altpersische Fragment enthält die Anfänge von 11 Zeilen und ist 78,5 cm hoch und 75 cm breit.
Das elamische Fragment enthält drei unvollständige Zeilen.

## Forschungsgeschichte
Das Fragment mit der babylonischen Sprachversion wurde von Eugène Flandin und Pascal Coste 1851–1854 veröffentlicht.  Auf der Fotografie von Franz Stolze von 1882 sieht man, dass die Anfänge der oberen drei Zeilen, die Eugène Flandin und Coste 30 Jahre früher noch abgezeichnet haben, bereits verschwunden sind. Zwischen den Jahren 1906 und 1923 wurde die Inschrift weiter beschädigt, so dass von den ursprünglich 13 Zeilenanfängen noch 9 übrig geblieben sind. Das Fragment mit der babylonischen Sprachversion wurde von Félicien de Saulcy vervollständigt und auf dieser Basis 1911 von Franz Heinrich Weißbach übersetzt. Er wies die Inschrift Artaxerxes I. zu.
Das in den 30er Jahren des 20. Jahrhunderts gefundene Fragment mit der altiranischen Sprachversion erlaubt nach Angaben der Erstpublikation von Ernst Herzfeld 1938 keine Übersetzung und die Sprache sei verfallen. Aufgrund einer gewissen Verwandtschaft mit der bereits vorhandenen babylonischen Sprachversion und Resten von Namen, die auf den Vater und Großvater hinweisen, ordnete er die Inschrift des Fragments Artaxerxes I. zu. Roland Grubb Kent restaurierte den altpersischen Text 1945 und 1953 auf der Basis des babylonischen und altpersischen Fragments. Die Restaurierung von Roland Grubb Kent wurde von Günter Schweiger und Rüdiger Schmitt verworfen. Rüdiger Schmitt bezeichnet sie als „pure Erfindung“.
Ein kleines Fragment mit den Anfängen von vier Zeilen in altpersischer Sprache wurde von Erich Friedrich Schmidt 1953 veröffentlicht (archäologische Objektbezeichnung PT7 352). Es wurde zu einer früheren Zeit in einem gegrabenen Loch in der nordwestlichen Ecke des Raums 12 im Palast des Xerxes I. gefunden. Die Vermutung von George G. Cameron, das Fragment könnte unter anderen Möglichkeiten auch zu A1Pa gehören, wird von Rüdiger Schmitt und anderen nicht unterstützt.
Das elamische Fragment wurde 1972 veröffentlicht und der Text 1977 publiziert.